# Mad About the Boy
«Mad About the Boy» es una canción popular de 1932 con letra y música Noël Coward. La canción obtuvo enorme popularidad en 1992 cuándo se utilizó la versión de Dinah Washington de 1961 en el anuncio de Levi´s dirigido por Tarsem Singh.

## Letra
La canción expresa la obsesión de un grupo de mujeres por un actor. Originalmente estaba pensada para ser cantada por varias cantantes.
La letra hace una referencia humorística a la actriz de cine Myrna Loy y a sus repetidos intentos de terapia de reorientación sexual. «the Boy» era supuestamente Douglas Fairbanks, Jr., de quien Noël estaba prendado infructuosamente.

## Dinah Washington
Dinah Washington hizo la versión más famosa de la canción en 1952, apoyada por la orquesta de jazz de Quincy Jones. Su versión omite dos versos originales.
La versión de Washington estuvo popularizada para una generación nueva cuando fue utilizado para respaldar el anuncio televisivo de pantalones Levis. En el anuncio, influido por la película El nadador (1968), interpretada por Burt Lancaster, el protagonista recorre un típico barrio suburbano americano zambulléndose en las piscinas de los vecinos con los jeans puestos para así encogerlos. El sencillo entró en el top 50 en el Reino Unido singles chart.

## Otras grabaciones
- Noël Coward con la orquesta conducida por Ray Noble en 1932. El registro no fue emitido pero ha sido incluido en #CD colecciones.
- Phyllis Robins con Jack Hylton & su Orquesta en Londres el 3 de octubre de 1932.
- Anona Winn Con las Liras Azules en Londres en octubre de 1932.
- Elsie Carlisle Con Ray Starita & su Banda de Embajadores en Londres el 5 de noviembre de 1932.
- Maxine Sullivan el 1 de mayo de 1940.
- Patti Páge en el álbum La Reina de Vals
- Jessica Biel en la banda sonora para la película Easy Virtue
- Helen Forrest de 1949 en el videojuego Fallout: New Vegas.